# Square de la Place-Pasdeloup
Le square de la Place-Pasdeloup est un espace vert situé sur la place Pasdeloup dans le 11e arrondissement de Paris.

## Situation et accès
Il se situe le long du boulevard des Filles-du-Calvaire, juste sur la droite du Cirque d'Hiver dans le quartier de la Folie-Méricourt. Il a une superficie réduite, il s'agit du square le plus petit de l'arrondissement en superficie, après le jardinet du Docteur-Antoine-Béclère et le square Olga-Bancic. Au centre du square se trouve la fontaine Dejean érigée en 1906 par l'architecte Jean Camille Formigé et le sculpteur Charles Louis Malric (1872-1942). Entre des platanes d'Orient sont disposées des aires de jeux pour enfants.

## Origine du nom
Son nom provient de celui de la place éponyme, nommée en 1897 en hommage à Jules Pasdeloup (1819-1881), compositeur français et fondateur des Concerts populaires, une société musicale destinée à un public jusqu'alors exclu des soirées musicales. Il installe ses concerts dominicaux sous la vaste rotonde du cirque d'hiver de Paris.

## Historique
Fin 2022 sont entrepris des travaux afin de « l’ouvrir sur l’espace public » et « insérer le nouveau parvis au sein du contexte urbain »,. Ces transformations amènent certaines critiques quant au risque de dépérissement de certains arbres.

## Illustrations

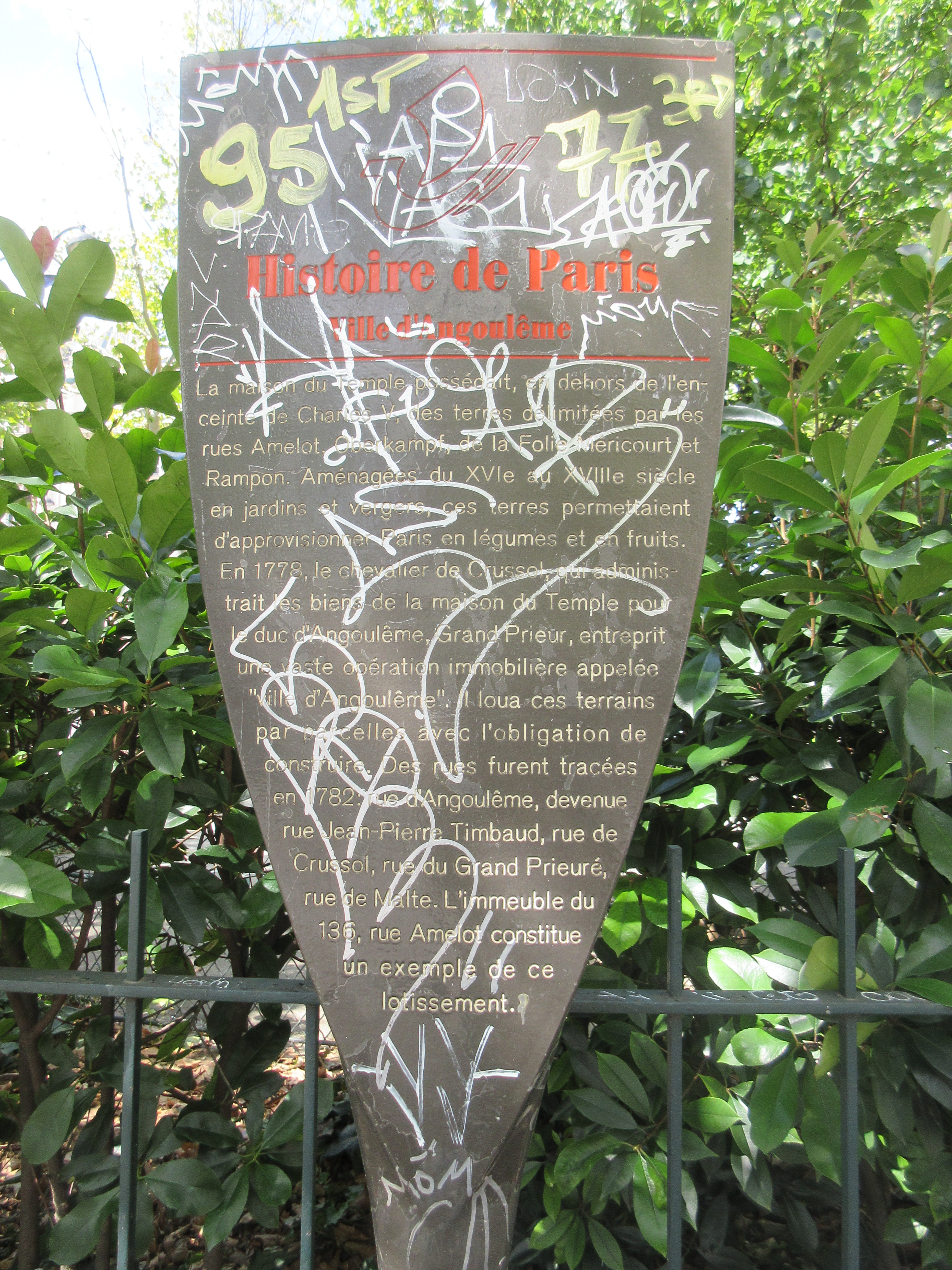
Panneau Histoire de Paris « Ville d'Angoulême ».
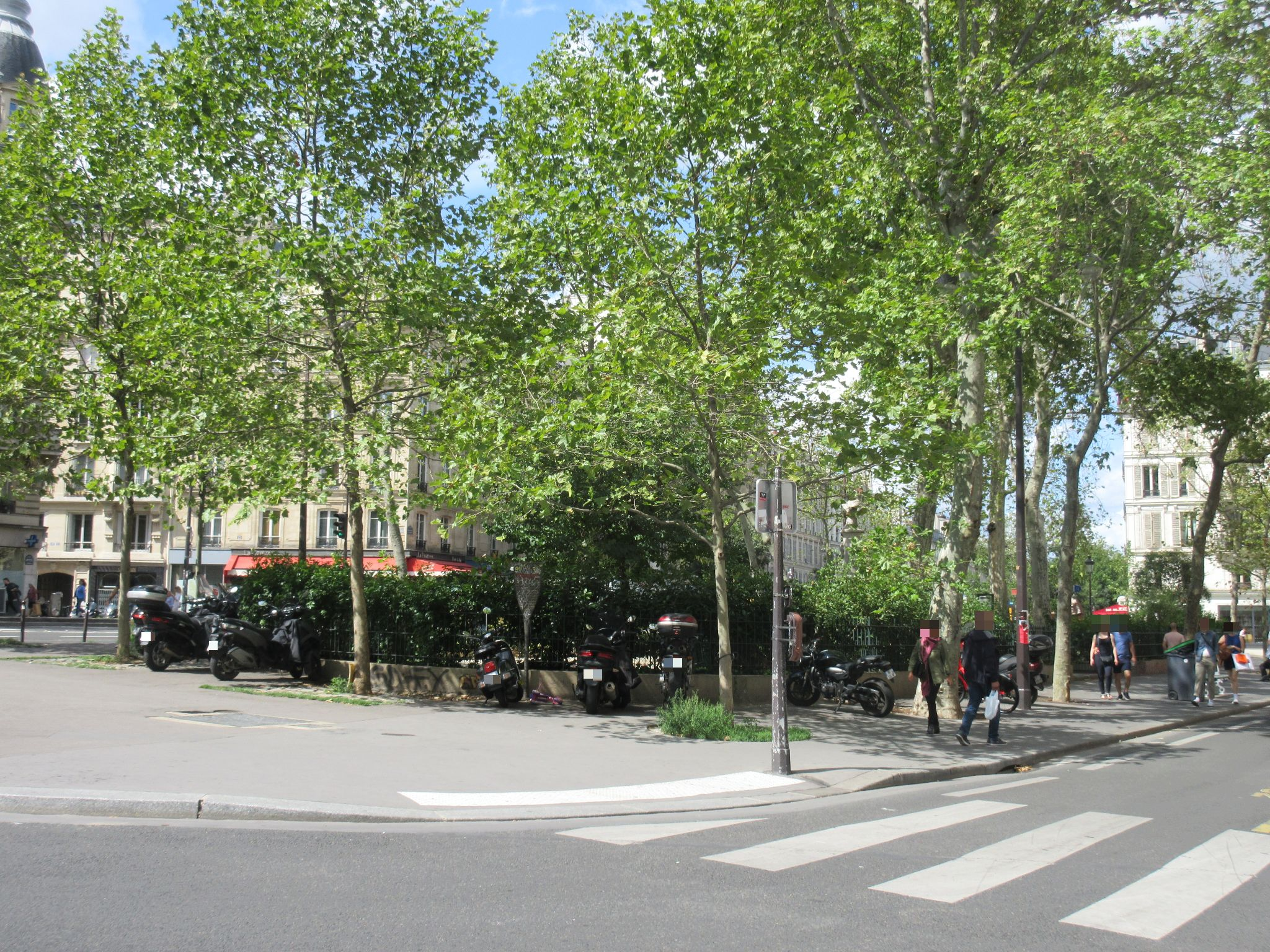
Le square de la Place-Pasdeloup.